# Usine Gillet
L'usine Gillet de Saint-Chamond est une ancienne teinturerie implantée dans la ville en 1861 par l'industriel François Gillet. Le site situé en bord de Gier a été choisi en raison de la bonne qualité de l'eau, indispensable pour une teinturerie. L'usine s'est agrandie au fil des ans, une teinturerie de soie artificielle surnommée « La Soie d'Izieux » est construite. En fort déclin après la Seconde Guerre mondiale l'usine ferme définitivement en 1976 après la crise pétrolière de 1973. L'usine et sa cheminée faites de briques rouges a été construite par l'architecte André Gaspard. Depuis 1995, elle est inscrite au titre des Monuments historiques.